# Кривенцов Валерій Сергійович
Вале́рій Сергі́йович Кривенцо́в (нар. 31 липня 1973, Донецьк, УРСР) — український футбольний тренер. Колишній радянський та український футболіст, гравець національної збірної України.

## Клубна кар'єра
Почав займатися футболом у донецькому «Шахтарі». У 1991 році пробився до складу дорослої команди «гірників», за яку півзахисник за 10 років виступів зіграв у чемпіонаті 224 матчі та забив 49 голів.
У 2001 році у зв'язку з втратою ігрової практики в «Шахтарі» перейшов у донецький «Металург», а в 2003 — в луцьку «Волинь». Сезон 2003/04 Кривенцов провів у казахстанському «Актобе», де він став гравцем основи і зіграв 30 матчів (5 голів), проте в кінці цього сезону він вирішив повернутися до України. У 2004 році перейшов у запорізький «Металург», де в 2006 році завершив кар'єру.

## Виступи за збірну
З 1994 до 1998 року Кривенцов був гравцем національної збірної України, за яку провів 17 матчів.

## Тренерська кар'єра
Тренерську кар'єру розпочав у 2007 році в дитячій академії «Шахтаря». У сезоні 2014/15 «Шахтар» U-19 під його керівництвом завоював срібні нагороди юнацької ліги УЄФА, у фінальному матчі з рахунком 2:3 поступившись англійському «Челсі».
Влітку 2015 року обійняв посаду головного тренера маріупольського «Іллічівця». У червні 2016 року очолив «Шахтар» U-21.
21 серпня 2020 року був призначений на посаду головного тренера харківського «Металіста 1925». В сезоні 2020/21 харківська команда посіла 3 місце в першій лізі та вийшла до прем'єр-ліги. Загалом під керівництвом тренерського штабу Кривенцова «Металіст 1925» провів 53 матчі, в яких здобув 21 перемогу та зазнав стільки ж поразок, ще 11 поєдинків завершивши внічию. 22 жовтня 2022 року «жовто-сині» припинили співпрацю з тренером.
9 вересня 2023 року Кривенцов очолив «Зорю» (Луганськ), але команда виступала вкрай невдало і вже 11 листопада покинув команду. Під його керівництвом команда в 11 матчах 5 разів програла, тричі зіграла внічию та стільки ж перемогла.
З червня по жовтень 2024 року головний тренер чернівецької «Буковини».

## Досягнення
Як гравця:
- Срібний призер чемпіонату України (6): 1993/94, 1996/97, 1997/98, 1998/99, 1999/00, 2000/01
- Володар кубка України (3): 1994/95, 1996/97, 2000/01
- У списках 33-х найкращих гравців України (2): 1997 — № 3; 1998 — № 2

Як тренера:
- Бронзовий призер Першої ліги чемпіонату України 2020/21
- Срібний призер Юнацької ліги УЄФА 2014/15
- Переможець Молодіжного чемпіонату України 2017/18
- Срібний призер Молодіжного чемпіонату України 2016/17
- Бронзовий призер Молодіжного чемпіонату України 2018/19
- Переможець Юнацького чемпіонату України 2014/15
- Срібний призер Юнацького чемпіонату України 2013/14
- Бронзовий призер Юнацького чемпіонату України 2012/13